# Championnats d'Europe de biathlon 2010
 (août 2022).
Navigation
Édition précédente Édition suivante
Les championnats d'Europe de biathlon 2010, dix-septième édition des championnats d'Europe de biathlon, ont lieu du 28 février au 7 mars 2010 à Otepää, en Estonie.

## Présentation
L'individuel
Le 2 mars 2010 a lieu l'épreuve de l'individuel masculin, elle est remportée par l'allemand christoph knie qui a parcouru les 20 kilomètres de l'épreuve en 59 minutes et 48 secondes devant l'ukrainien Oleg Berezhnoy.
Le relais homme
Le 4 mars 2010 a lieu le relais homme remporté par les allemands en 1 heure et 20 minutes devant les français et les russes.
Le relais mixte
Le 4 mars 2010 se dispute la course du relais mixte des championnats d'Europe. Elle est remportée par le relais français en 1 heure 20 minutes et 34 secondes devant les russes et les roumains.
Sprint 
Le 6 mars 2010 se déroule l'épreuve du sprint de ces championnats d'Europe. Elle est remportée par l'allemand Daniel Bohm.
Poursuite homme
Pour clore ces championnats d'Europe se déroule une épreuve de poursuite le 7  mars 2010, elle est gagnée par le russe Alexey Volkov.

## Résultats et podiums

### Moins de 26 ans

#### Hommes
| Épreuve           | Or                                                                    | Argent                                                                         | Bronze                                                                         |
| ----------------- | --------------------------------------------------------------------- | ------------------------------------------------------------------------------ | ------------------------------------------------------------------------------ |
| 10 km sprint      | Daniel Böhm                                                           | Aleksey Volkov                                                                 | Ronny Hafsås                                                                   |
| 12.5 km poursuite | Aleksey Volkov                                                        | Erik Lesser                                                                    | Christoph Knie                                                                 |
| 20 km individuel  | Christoph Knie                                                        | Oleh Berezhnoy                                                                 | Aleksey Volkov                                                                 |
| Relais            | Allemagne- Simon Schempp - Erik Lesser - Daniel Böhm - Christoph Knie | Russie- Aleksey Volkov - Dmitry Malyshko - Vladimir Semakov - Victor Vassiliev | France- Tanguy Roche - Jean-Guillaume Béatrix - Arnaud Langel - Vincent Porret |

#### Femmes
| Épreuve          | Or                                                                                    | Argent                                                                            | Bronze                                                                                        |
| ---------------- | ------------------------------------------------------------------------------------- | --------------------------------------------------------------------------------- | --------------------------------------------------------------------------------------------- |
| 7.5 km Sprint    | Valj Semerenko                                                                        | Diana Rasimovičiūtė                                                               | Vita Semerenko                                                                                |
| 10 km Poursuite  | Vita Semerenko                                                                        | Kathrin Hitzer                                                                    | Ekaterina Shumilova                                                                           |
| 15 km individuel | Kathrin Hitzer                                                                        | Diana Rasimovičiūtė                                                               | Franziska Hildebrand                                                                          |
| Relais           | Allemagne- Stefanie Hildebrand - Juliane Döll - Franziska Hildebrand - Kathrin Hitzer | Ukraine- Olena Pidhrushna - Valj Semerenko - Svetlana Krykonchuk - Vita Semerenko | Russie- Olga Vilukhina - Ekaterina Yurlova-Percht - Ekaterina Glazyrina - Ekaterina Shumilova |